# Sydaphera
Sydaphera is een geslacht van weekdieren uit de klasse van de Gastropoda (slakken).

## Soorten
- Sydaphera anxifer (Iredale, 1925)
- Sydaphera australis (Sowerby, 1832)
- Sydaphera christiana Verhecken, 2008
- Sydaphera delicosa Laseron, 1955
- Sydaphera fulva (Lee & Lan, 2002)
- Sydaphera granosa (G. B. Sowerby I, 1832)
- Sydaphera lactea (Deshayes, 1830)
- Sydaphera obnixa (Iredale, 1936)
- Sydaphera panamuna (Garrard, 1975)
- Sydaphera spengleriana (Deshayes, 1830)
- Sydaphera tasmanica (Tenison-Woods, 1876)
- Sydaphera undulata (G. B. Sowerby II, 1849)